# 東京海上日動調査サービス
東京海上日動調査サービス株式会社（とうきょうかいじょうにちどうちょうさサービス）は、東京海上グループの損害保険調査会社。アジャスターを擁し、保険金の支払可否、適正な保険金額の算出、保険に関する事項の検討などの役割を担う。